# نادی (یوگا)

نمایی ساده از بدن لطیف فلسفه هندی، که سه نادی اصلی یا کانال اصلی، Ida, Sushumna و Pingala را نشان می‌دهد؛ که به صورت عمودی در بدن جریان دارد.

دو نادی آیدا و پینگالا، در دو طرف ستون فقرات قرار دارند که نادی سمت چپ را آیدا و نادی سمت راست را پینگالا گویند.
آنها کانالهای بسیار ظریفی هستند که عهده‌دار هدایت پرانا می‌باشند.

## سوشومنا
سوشومنا مهمترین نادی در بدن پرانیک است. این نادی بین دو نادی آیدا و پینگالا در امتداد ستون فقرات قراردارند.